# 桂山號
桂山號，原为二战时期美军的步兵登陸艇（LCI(L)），中華民國海軍歸入“联字号”登陆舰。满载385吨，轻载250吨，最高11节，巡航8节。該艦為1950年中国人民解放军广东军区江防司令部所屬的两艘主力戰艦之一。

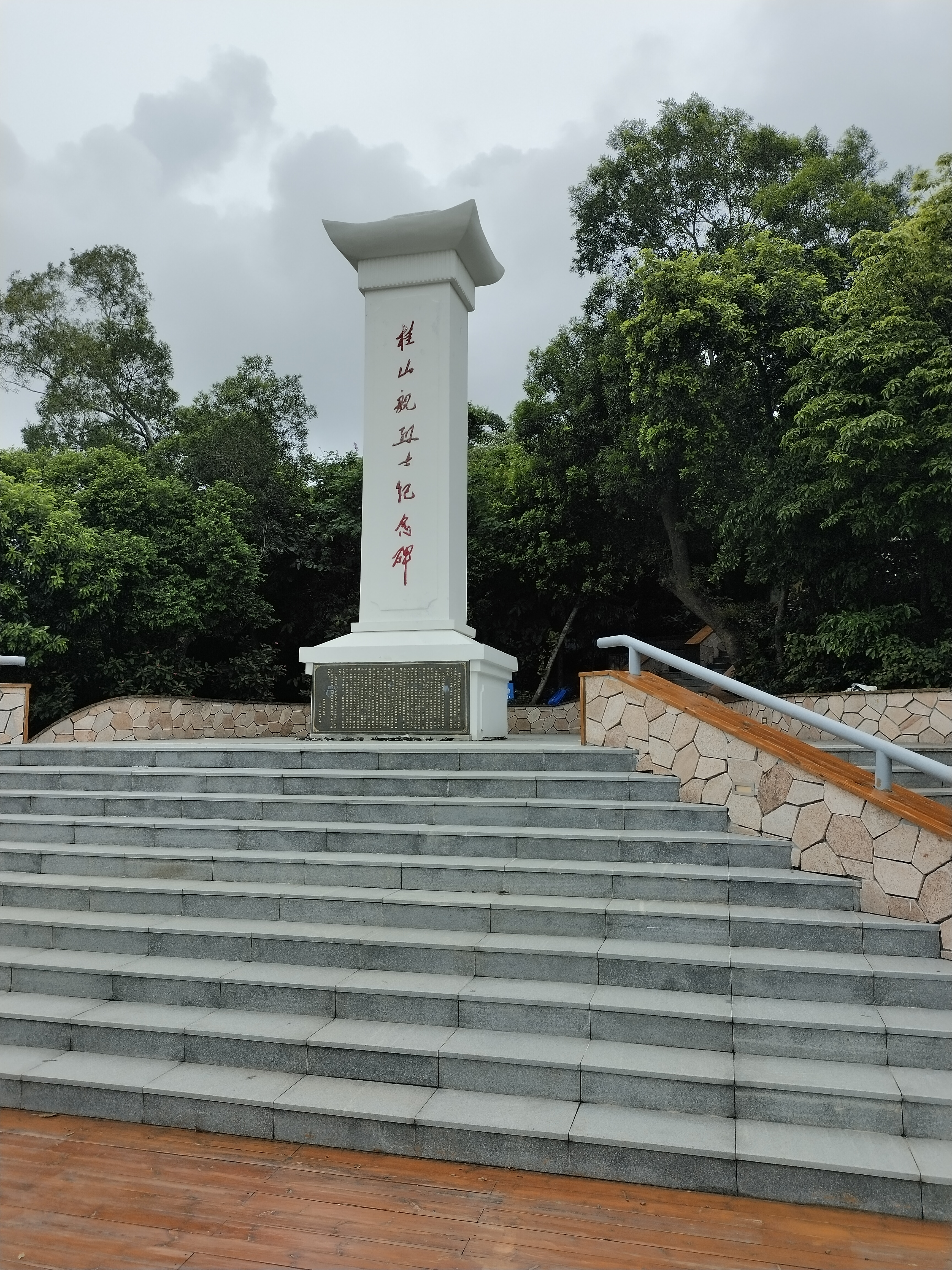
珠海桂山岛上的桂山舰烈士纪念碑

“桂山”号原为广西航业公司两艘轮船之一。另一艘为“桂海”号。1949年广州解放时分别停泊于香港深水埗和上环码头，两轮其後叛逃，加入中国人民解放军。“桂山”号编入到解放军广东军区江防司令部，重新安装了火炮，改名为“果敢”号。
1950年5月25日的萬山群島海戰為該艦也是中華人民共和國海軍第一次面對的大型海戰。因為解放軍初期只擁有江防司令部所屬艦隊16艘，缺乏主力戰艦，於是桂山號裝上57毫米主炮，兩舷各裝37毫米戰防砲作爲主戰武器，砲周圍堆上沙包，陸砲海用。另外還在甲板上裝上日式機關砲，陸用戰防砲、迫击炮、無後座力砲，火箭筒。
雖說經過改裝，但因為該司令部缺乏海戰經驗，在萬山群島海戰的過程中，遭到中華民國海軍的砲擊，該艦中彈著火後搁浅。後來，該艦所有船員及搭載的131師的共約百名兵力均在登陸戰中被歼灭，其中包含該艦艦長池敬樟。后桂山岛易手。

## 外部連結
- 万山岛海战 （页面存档备份，存于）
- 血染万山群岛——人民海军的第一次海战
- 1950年支援万山群岛作战的武汉海员
- 人民解放军的第一次登陆作战：解放万山群岛 （页面存档备份，存于）